# Ticio

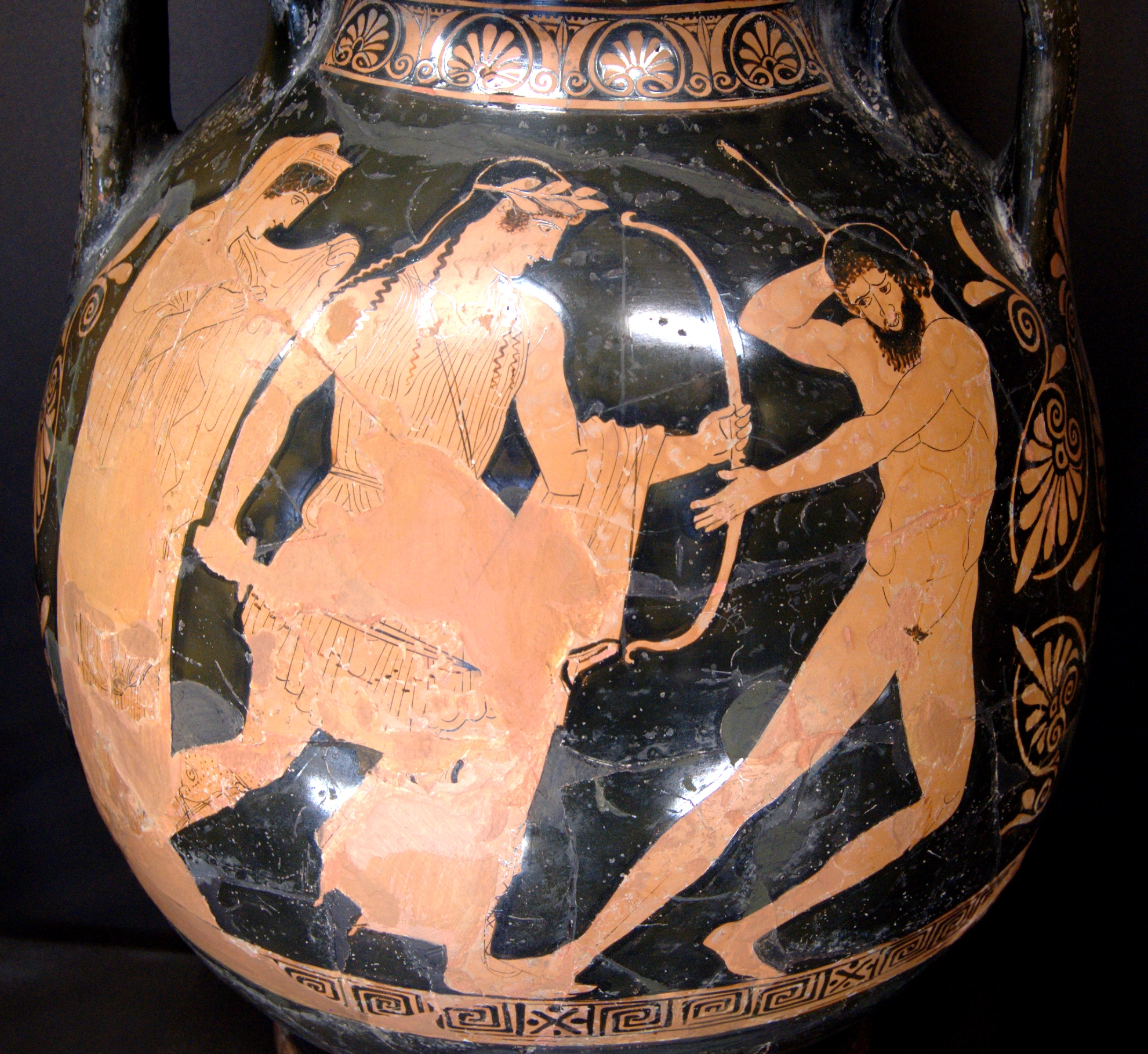
Apolo y Ticio, pelike de figuras rojas por Polignoto, c. 450–440 a. C., Museo del Louvre.

En la mitología griega, Ticio, Tición, Titio, Titión o Titios (Τιτυός / Tituós) era un personaje menor de lujuria desenfrenada, hijo de Elara, a su vez «hija de Orcómeno» (Apolodoro) y una de las muchas mortales conquistadas por Zeus. «Orcómeno» puede referirse en este caso a un rey así llamado o simplemente a la ciudad de Beocia, que fue uno de los primeros centros de poder y culto en la Grecia arcaica, con muchas relaciones míticas con los antiguos dioses ctónicos. En las interpretaciones posteriores de mitógrafos helénicos que estaban reforzando la supremacía de Zeus —Hesíodo, por ejemplo— se decía que este había «escondido» a Elara en la Tierra «por miedo a Hera» (Apolodoro), y allí Elara dio a luz a Ticio; de esta forma una inversión mítica explicaba la tradición alternativa (y seguramente anterior) según la cual Ticio era hijo de la propia Gea. En la Odisea, el anfitrión de Odiseo, el cultísimo rey Alcínoo, llama a Ticio «hijo de la Madre Tierra»: su pueblo, el de los antiguos feacios, había tripulado las galeras que llevaron a Radamantis, el legendario rey de Creta, a visitar a Ticio en «Eubea, junto al borde del mundo» (según la visión de Alcínoo).
De Ticio (cuyo nombre tiene la misma raíz que «Titán») se decía que era un gigante:

Vi también a Titio, el hijo de la augusta Gea, echado en el suelo, donde ocupaba nueve yugadas. Dos buitres, uno de cada lado, le roían el hígado, penetrando con el pico en sus entrañas, sin que pudiera rechazarlos con las manos

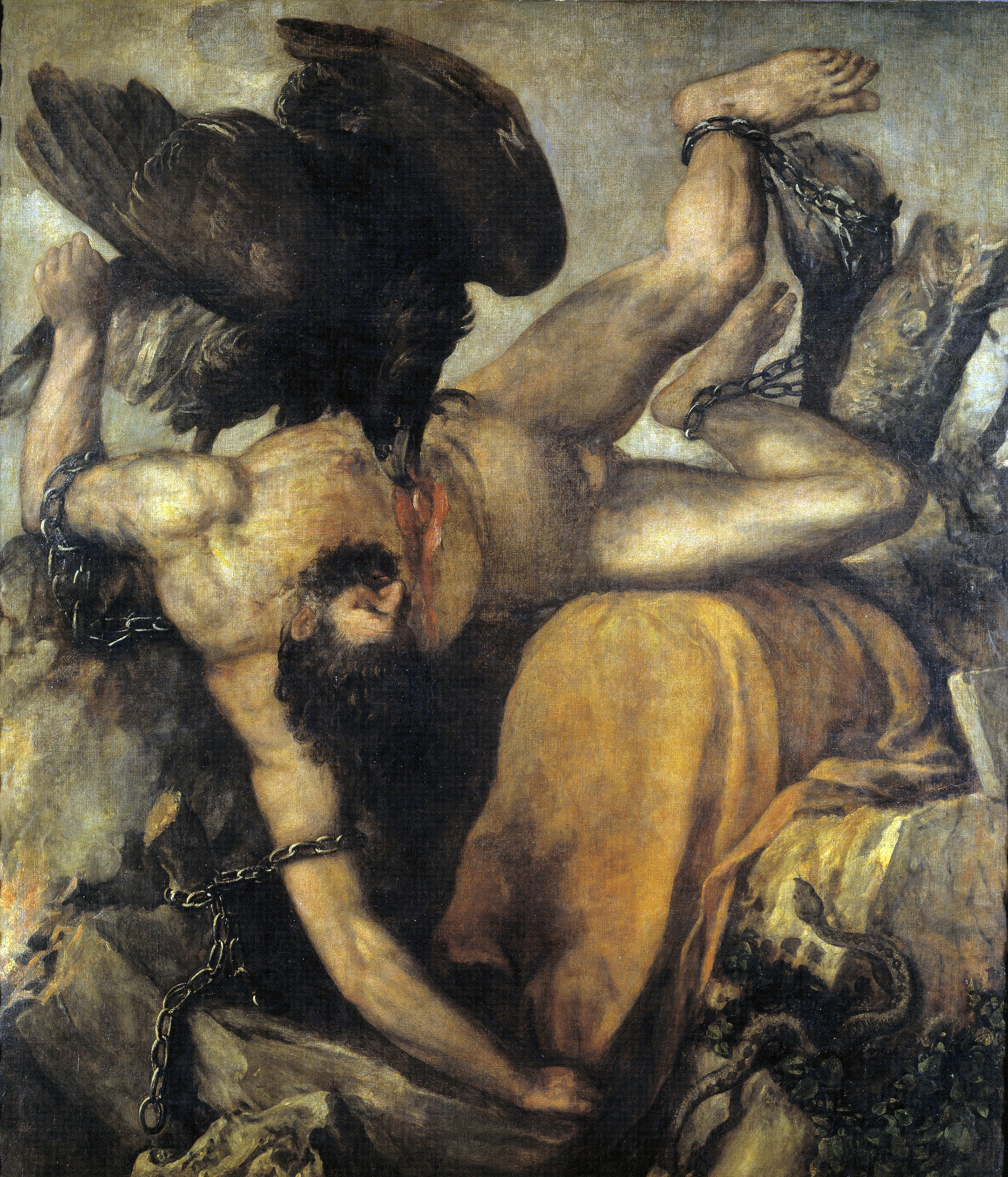
Tiziano, Ticio, 1548-1549, óleo sobre lienzo, 253 x 217 cm, museo del Prado.

El crimen por el que Ticio fue castigado eternamente era el intento de violación, instigado por Hera, de Leto o, según otras versiones, de Artemisa. Cuando ésta viajaba de Panopeo a Pito, Ticio la asaltó, rasgando sus vestidos e intentando violarla. Sus gritos atrajeron a Apolo y Artemisa, quienes acabaron con el monstruo ctónico con sus flechas. Según otras versiones, Zeus lo fulminó con un rayo.
Siendo inmortal, fue arrojado al Tártaro, despatarrado en el suelo, donde dos buitres o serpientes comían eternamente su hígado, que los antiguos identificaban con la sede de las pasiones: un mitema más familiar en relación con el titán Prometeo.
Según cuenta Pausanias, el sepulcro de Ticio era un túmulo funerario cuya circunferencia medía aproximadamente la tercera parte de un estadio, cubriendo nueve pletros, y estaba junto a una torrentera de Panopeo, ciudad fronteriza de Beocia y distante 20 estadios de Queronea, de la que se conservan bien sus fortificaciones cerca de Hagios Vlasios. Su derrota por las flechas de Artemisa y Apolo estaba representada en el trono de Apolo en Amiclas.
Píndaro, que era extremadamente culto en mitografía, nombraba a Tasos como hijo de Ticio, si bien normalmente se lo considera  hermano de Europa y Cadmo.
«Σάτυρος es la palabra griega que significa sátiro, pero entre los sicilianos era llamado Τιτυρος. Si se elimina la ρ y Τιτυος o Titio», ha sugerido Robert Rouselle.
De un personaje de nombre parecido, Ticia, Robert Graves ha sugerido que se tratase de un doble de Ticio. Ticia fue derrotado por Heracles en el pugilato durante los juegos funerarios en honor del hermano del rey Lico el Paflagonio, en Mariandino (Misia), detalles que sitúan a Ticia claramente en la «periferia» de Anatolia, donde el culto a la Gran Diosa seguía siendo fuerte. Las hazañas de Heracles siempre representan al héroe como el campeón del nuevo orden olímpico, derrotando a las arcaicas fuerzas ctónicas. En este caso Heracles mató a Titias de un golpe en la sien, hecho que se consideraba un accidente, pero por el que Heracles hizo enmienda. Este es otro aspecto del tema mítico de matar por el nuevo orden (compárese con la purificación obligatoria de Apolo tras matar a la serpiente Pitón).

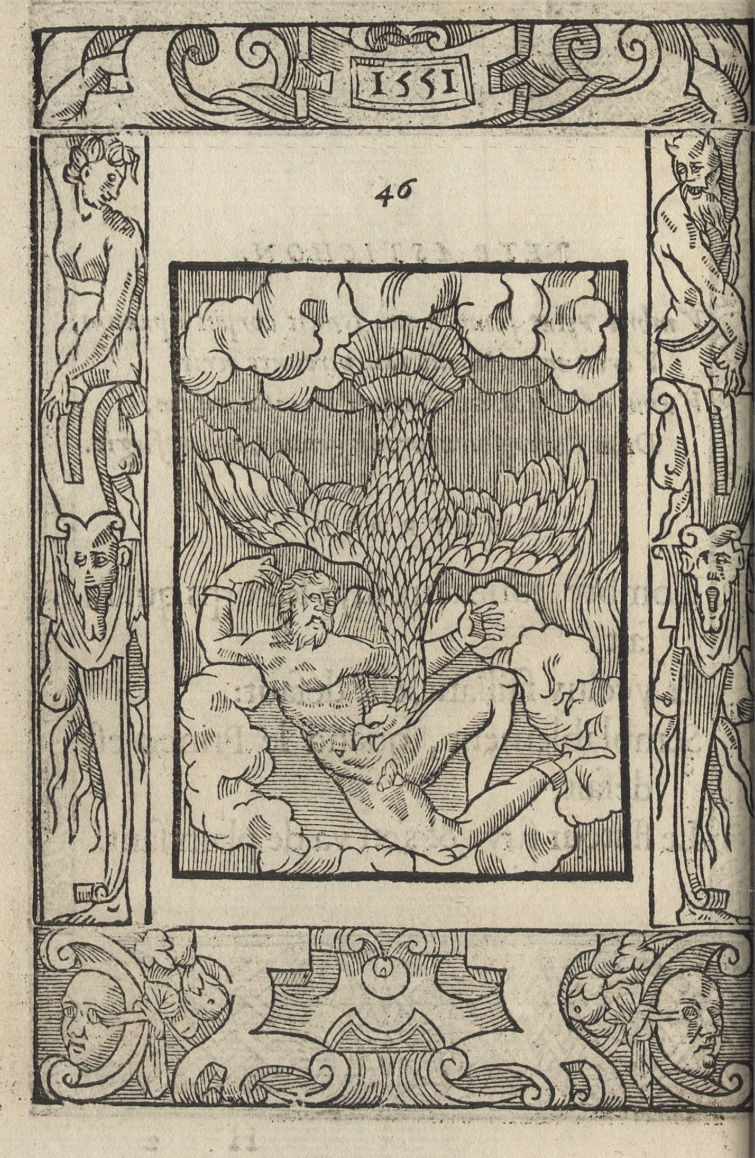
Ticio, emblema 46 de Guillaume de La Perrière, Morosophie. Macé Bonhomme, Lyon, 1553.